# Ginni Mahi

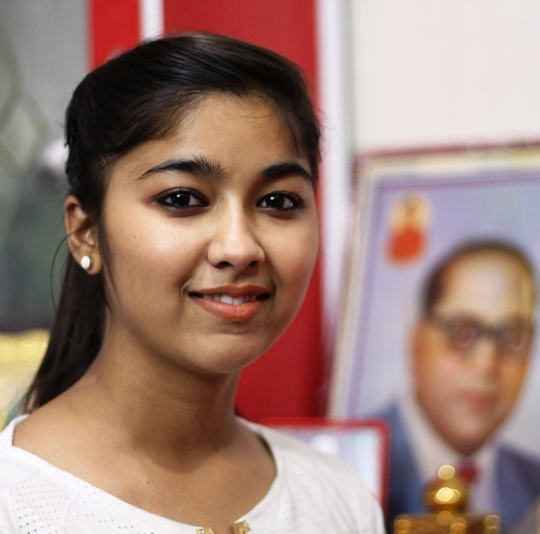
Ginni Mahi 2016

Ginni Mahi (Panjabi ਗਿੰਨੀ ਮਾਹੀ) (geboren 1998) ist eine indische Sängerin aus dem Punjab, die vor allem für ihre sozialkritischen Lieder bekannt wurde. In ihren Texten hinterfragt sie vor allem die Rolle des Kastenwesens in Indien. Ginni Mahi ist vorwiegend auf Youtube und in ihrem Heimatstaat Punjab populär, sie absolvierte aber auch zahlreiche internationale Auftritte in Ländern wie Griechenland und Italien. 2018 trat sie in Deutschland auf.

## Leben und Werk
Ginni Mahi kommt aus Jalandhar. Sie singt seit sie sieben Jahre alt ist. Mit dreizehn Jahren hatte sie ihren ersten öffentlichen Auftritt. Ihr erstes Album mit dem Titel Guruan di Diwani erschien 2015. Sie gilt als Vertreterin der Musikstile Chamar Pop und Ambedkar Folk, ihre Musik zeigt aber auch deutlichen Einfluss traditioneller Punjabi Musik, sowie von elektronischer Tanzmusik und Trap Music. Ginni Mahi steht in ihren Liedern offen zu ihrer Herkunft aus einer Scheduled Castes. Sie lässt sich von eigenen Erlebnissen zu Texten inspirieren. So ist ihr Titel Danger Chamar quasi eine musikalische Antwort auf eine Kommilitonin, die der Bevölkerungsgruppe der Chamar, der Ginni Mahi angehört, pauschal als gefährlich bezeichnete. In einem ihrer bekanntesten Stücke setzt die Sängerin sich mit dem großen Vorbild vieler Dalits auseinander, Bhimrao Ramji Ambedkar. Dieses Lied trägt den Titel Fan Baba Sahib Di und nimmt so Bezug auf den Ehrennamen dieses Politikers und Sozialreformers, Baba Sahib. Neben Fragen des Kastenwesens beschäftigt Ginni Mahi sich in ihren Liedern auch mit der Rolle der Frau in der Gesellschaft. Ginni Mahi trat in diesem Zusammenhang 2017 auf dem We The Women Festival in Mumbai auf.
Ginni Mahi studiert Musik am Hans Raj Mahila Maha Vidyalaya College und strebt einen Doktortitel in diesem Fach an. Ihr Vater fungiert als ihr Manager.
2018 trat Ginni Mahi auf dem Global Media Forum der Deutschen Welle in Bonn auf.

## Diskografie
Alben:
- 2015: Guraan di Diwani
- 2016: Gurupurab hai Kanshi Wale Da
- 2017: Dhol Wajde Sangtan De Vehre
- 2019: Folk Fusion

Singles
- 2016: Danger Chamar
- 2016: Haq
- 2016: Fan Baba Sahib Di
- 2017: 1932 (Haq 2)
- 2017: Suit Patiala
- 2018: Salaaman
- 2018: Raaj Baba Sahib Da
- 2019: Mard Daler